# ميسن (بلجيكا)
ميسن (بالإنجليزية: Mesen)‏ مدينة بلجيكية تقع شرق بلجيكا وتتبع مقاطعة فلاندر الغربية. تمتد على مساحة 3.85 كم2. في غرة جانفي 2012، بلغ عدد سكان المدينة 952 ساكن.

## معرض صور

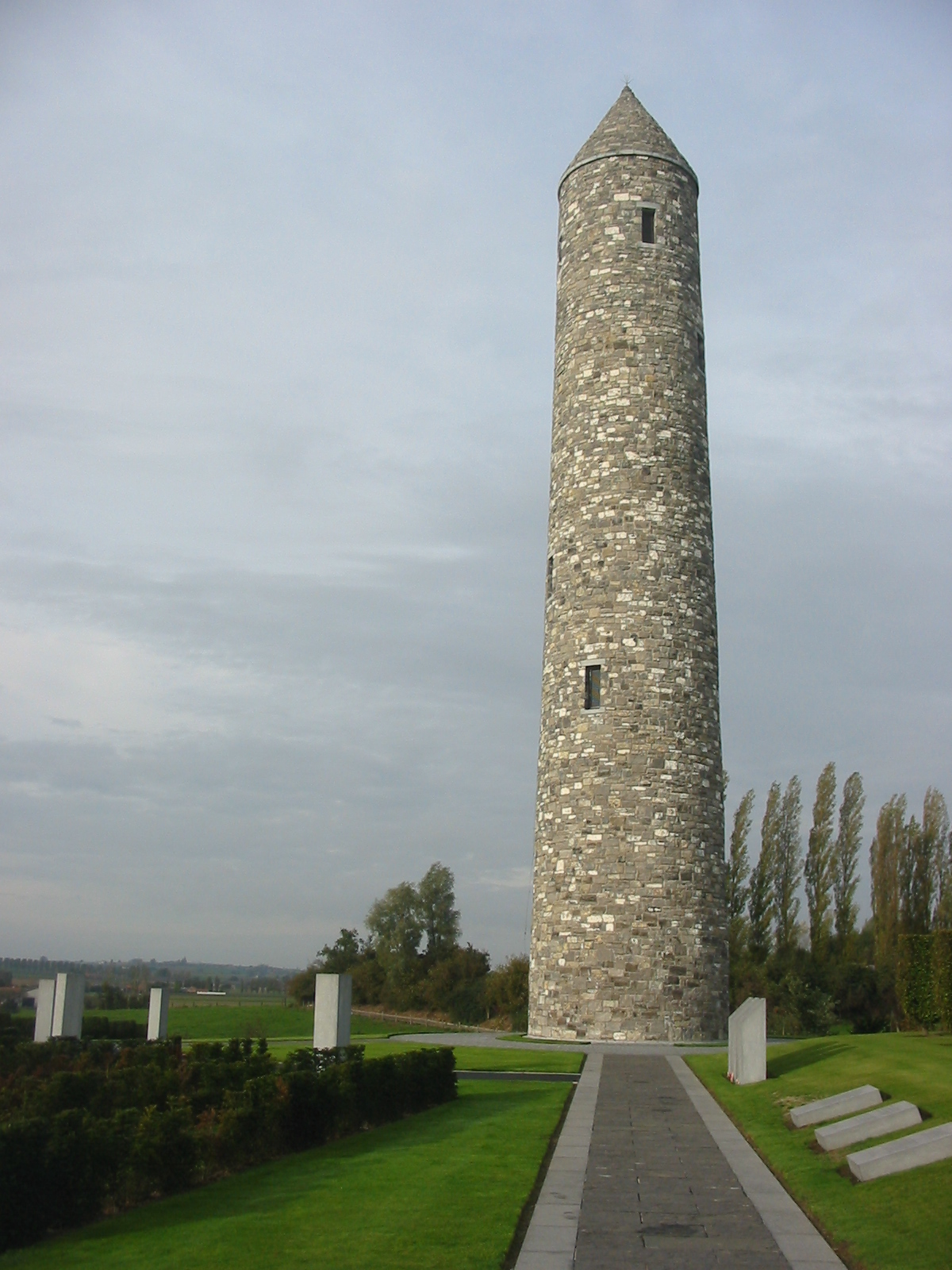
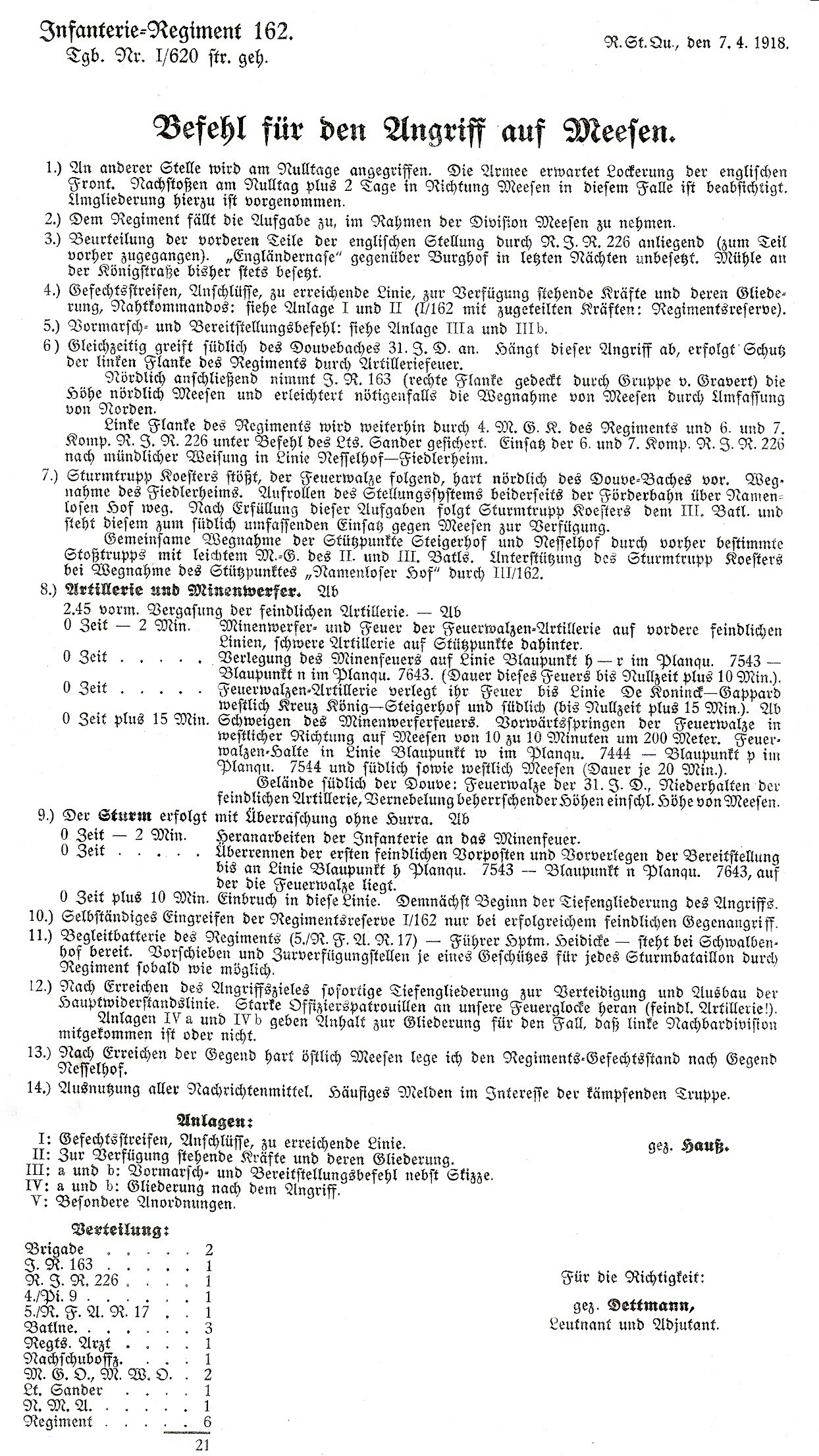
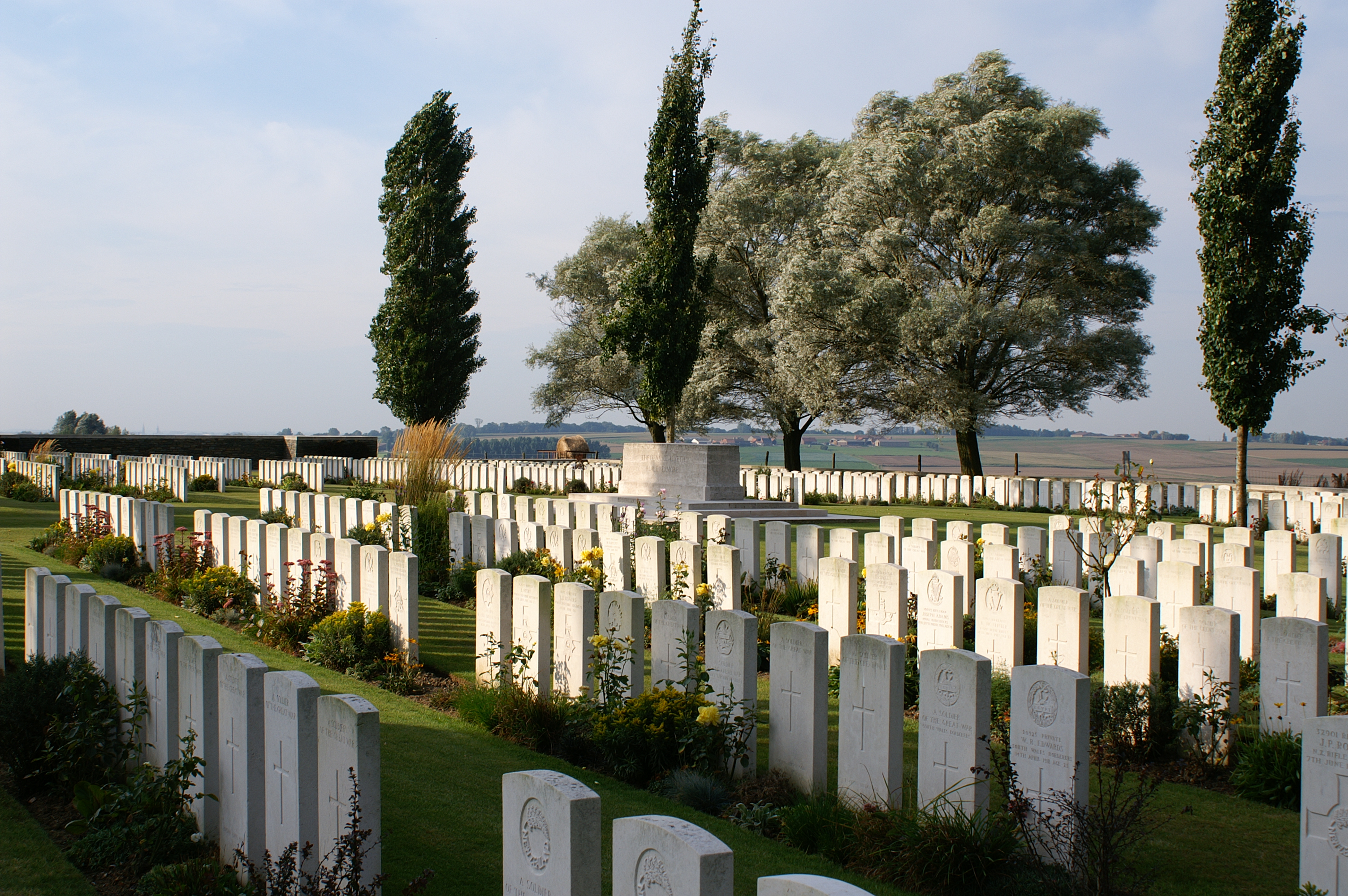
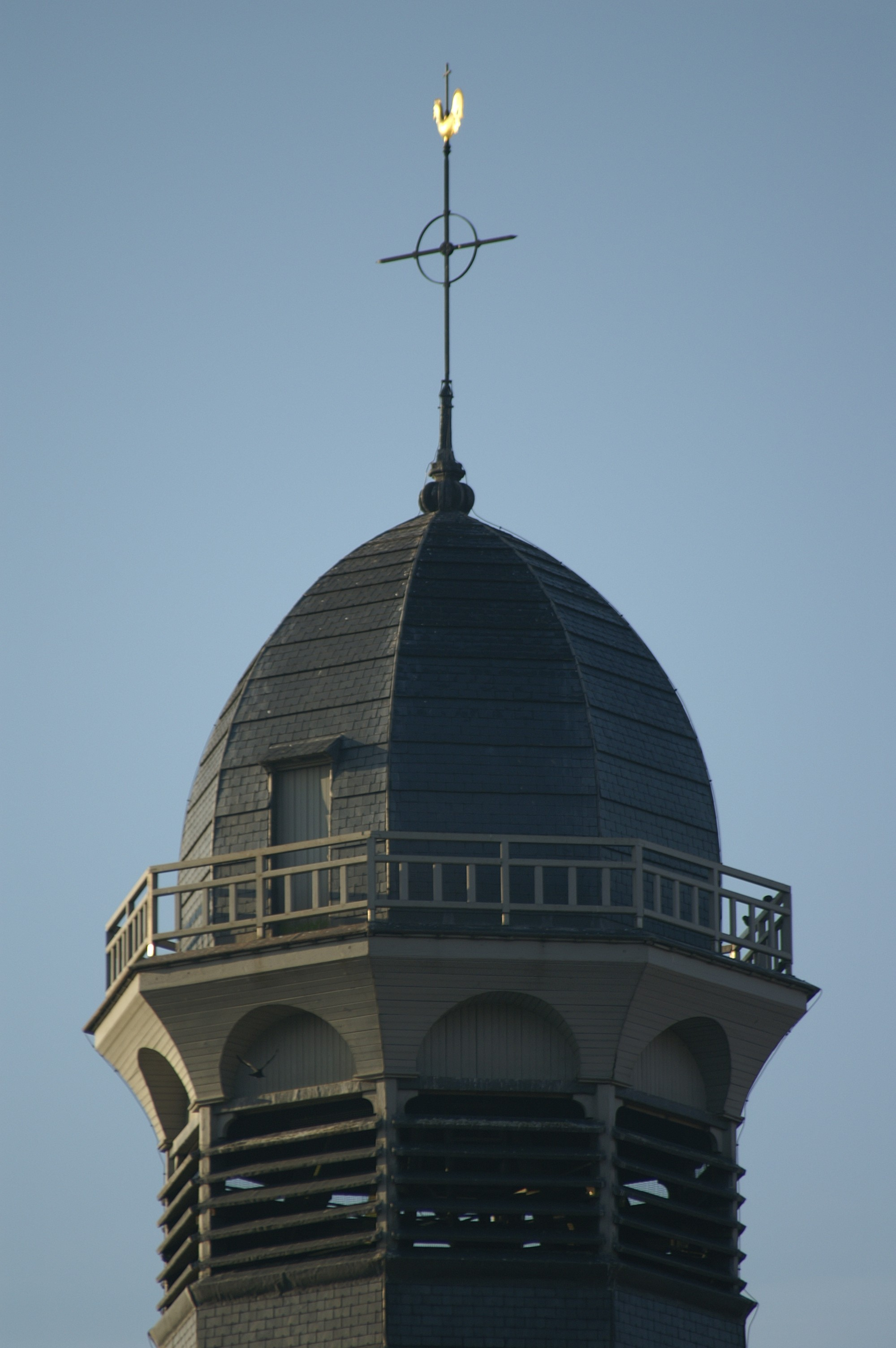